# Charles Rudolph Walgreen
Charles Rudolph Walgreen, född 9 oktober 1873 i Knoxville, Illinois, död 11 december 1939, var en amerikansk affärsman. Han grundade apotekskedjan Walgreens. Han var son till invandrare från Sverige.

## Biografi
Walgreen deltog i spansk-amerikanska kriget. Han arbetade sedan på Isaac Bloods apotek i Chicago. Walgreen köpte apoteket i samband med att Blood gick i pension och utvidgade senare verksamheten till att omfatta en hel apotekskedja. År 1927 öppnades 110:e Walgreens.
Walgreens dotter Ruth gifte sig med Justin Whitlock Dart som inledde sin karriär på Walgreens. Dart bytte arbetsplats efter skilsmässan från Ruth Walgreen och blev senare ägare till den konkurrerande kedjan Rexall.
Walgreens dotterson Justin Whitlock Dart, Jr. var en aktivist som kämpade för de handikappades rättigheter i USA. Både sonen Charles Rudolph Walgreen, Jr. och sonsonen Charles Rudolph Walgreen III fortsatte i Walgreens fotspår som verkställande direktör på Walgreens.